# Velika sela
Velika sela su naselje u slovenskoj Općini Črnomlju. Velika sela nalaze se u pokrajini Dolenjskoj i statističkoj regiji Jugoistočnoj Sloveniji.

## Stanovništvo
Prema popisu stanovništva iz 2002. godine naselje je imalo 21 stanovnika.